# Resolução 218 do Conselho de Segurança das Nações Unidas
A Resolução 218 do Conselho de Segurança das Nações Unidas aprovada em 23 de novembro de 1965, depois de ter recordado resoluções anteriores sobre o tema, e o fato de Portugal não os ter implementado, o Conselho exigiu novamente que Portugal retirasse a sua presença militar das suas colônias e entrasse em negociações com os partidos políticos sobre a independência.
O Conselho afirmou ainda que a situação resultante do conflito para manter as colônias perturbou seriamente a paz e a segurança internacional e solicitou que todos os Estados se abstenham de fornecer a Portugal quaisquer armas ou materiais de guerra que lhe permitam continuar a reprimir o povo dos territórios sob sua administração.
A resolução foi aprovada por sete votos contra quatro; França, Países Baixos, Reino Unido e os Estados Unidos abstiveram-se.